# Capstrzyk
Capstrzyk – ustalony sygnał wykonywany na trąbce lub na sygnałówce, oznajmujący koniec zajęć dziennych i wzywający do spoczynku i ciszy nocnej lub apelu wieczornego, używany między innymi w wojsku czy harcerstwie. Słowo to może także oznaczać wieczorny przemarsz oddziałów wojskowych, drużyn harcerskich lub innych organizacji ulicami miasta, zazwyczaj z orkiestrą (a niekiedy także z pochodniami), odbywający się w wieczór poprzedzający uroczystość z ich udziałem.

## Pochodzenie wyrazu
Wyraz pochodzi od niemieckiego słowa Zapfenstreich (Zapfen – czop, szpunt; Streich – uderzenie) i oznacza, według niektórych etymologii, uderzenie w czop beczki, zaczopowanie beczki na znak końca wyszynku. Polski historyk Jerzy Krasuski odsyła pierwotne znaczenie Zapfenstreich do XIX-wiecznej i wcześniejszej praktyki zagarniania mężczyzn do wojska „przy szpuncie u beczki piwa” prowadzonej przez oficerów werbunkowych w karczmach wieczorem – przed zakończeniem wyszynku.